# The Wynners
The Wynners es una banda de género pop de Hong Kong, se formó en la década de los años 1970. El quinteto está formado por Alan Tam en la voz principal, Kenny Bee en la voz principal, teclados y guitarra rítmica, Bennett Pang en la guitarra principal, Danny Yip en el bajo y Anthony Chan en la batería.

## Historia
Comenzaron como una banda interpretando temas musicales en inglés en Hong Kong dentro de la música pop, The Wynners fueron ensamblados por el gerente Pato Leung en 1973, como una encarnación anterior del grupo llamado, The Loosers. Bee, que formó parte de una banda musical llamada The Sergeant Majors, más adelante se unió a The Wynners.
El grupo pronto se convirtió, en una de las bandas ídolos de los adolescente, siendo uno de los más populares en Hong Kong en su momento. Su primer álbum del grupo de estudio, "Listen to the Wynners", fue lanzado en 1974, fue un éxito a nivel comercial, al igual que sus demás producciones.
Su música también fue traducido de otras formas por los medios de comunicación , incluyendo en un programa de televisión de la red TVB, como the Wynners Specials (1975) y three feature films, Let's Rock (1975), Gonna Get You (1976) y Making It (1978).
En 1978, los miembros del grupo se fueron por caminos separados para desarrollar sus carreras en solitario. Alan Tam y Kenny Bee se convirtieron en dos de las estrellas más populares de Hong Kong en la década de los años 1980.

## Estilo musical
El grupo interpretó exclusivamente temas musicales cantados en inglés en sus primeros inicios, entre sus canciones más conocidas y exitosas es "Hey Jude", que lo cantaron anteriormente The Beatles. En 1975, el grupo colaboró con el compositor y letrista James Wong, quien lanzó una serie de temas musicales cantados en cantonés, para una banda sonora de una película titulada "Let's Rock", en la que Wong también dirigió. Con letras con un estilo coloquial y alegre, a lo largo de la línea de los de Sam Hui, estas canciones han definido un estilo dentro del género Cantopop.